# Đào Văn Tiến
Đào Văn Tiến, född 1917 i Franska Indokina, död 3 maj 1995 i Vietnam, var en vietnamesisk zoolog.
Han fick sin utbildning i Hanoi när regionen var en fransk koloni och han undervisade flera studenter som besökte den biologiska fakulteten i stadens högskolor. Đào var särskild intresserad av däggdjuren i Sydostasien och han utförde flera fältstudier. I samband med dessa expeditioner beskrev han nya underarter för primaterna Trachypithecus francoisi (den tidigare underarten är sedan 1995 klassificerad som Trachypithecus hatinhensis), Trachypithecus germaini och Svartkrönt gibbon. Đào blev professor vid Vietnams nationaluniversitet.
Han framförde dessutom en omstridd teori att det skulle finnas en primitiv hominid i asiatiska skogar som saknade vetenskaplig beskrivning.
Gnagaren Tonkinomys daovantieni är uppkallad efter Đào Văn Tiến.